# Алга (Алматинская область)
Алга (каз. Алға) — село в Енбекшиказахском районе Алматинской области Казахстана. Входит в состав Байтерекского сельского округа. Находится примерно в 25 км к северо-западу от центра города Есик. Код КАТО — 194067200.

## Население
В 1999 году население села составляло 1258 человек (601 мужчина и 657 женщин). По данным переписи 2009 года, в селе проживало 1866 человек (900 мужчин и 966 женщин).